# Трирвайлер
Трирвайлер (нем. Trierweiler) — община в Германии, в земле Рейнланд-Пфальц.
Входит в состав района Трир-Саарбург. Подчиняется управлению Трир-Ланд. Население составляет 3626 человек (на 31 декабря 2010 года). Занимает площадь 18,42 км².

## Административно-территориальное деление
Трирвайлер делится на 4 городских района:
- Ortsteilen Trierweiler — 1561 человек;
- Sirzenich (нем. Sirzenich) — 1399 жителей;
- Udelfangen (нем. Udelfangen) — 305 жителей;
- Fusenich[нем.] — 261 человек.

К коммуне Трирвайлер также административно относятся поселения Haus Ferring, Niederweiler и Trierweiler Siedlung. К западу от Bundesstraße 51 лежит посёлок Siedlung Neuhaus, относящийся к пригороду Sirzenich.

## История
Составляющие Трирвайлер районы образовывались в разное время. Наименование Sirzenich впервые упоминается как Sarceni в 975 году. Udelfangen Odolvinga впервые упомянут в 1030 году. Trierweiler происходит от Villarium in monte (1202 год), а Fusenich — как Fusenich auf Vosene с 1259 года. Местность вокруг Трирвайлера в прошлые века часто использовалась для заселений: так, в Sirzenich найдены остатки римских и франкских поселений. Udelfangen известен своим песчаником, который в числе прочего был использован при строительстве Рейхстага в Берлине и поставлялся за рубеж, — это популярный природный строительный материал.
Образование сегодняшней коммуны началось 20 марта 1971 года с объединения общин Sirzenich и Трирвайлер. 16 марта 1974 году к ним были присоединены две ранее независимые общины Fusenich и Udelfangen.

### Статистика и народонаселение
По данным переписи населения в период с 1871 по 1987 годы изменения составили:
| 1815 | 1835 | 1871 | 1905 | 1939 | 1950 | 1961 | 1970 | 1987 | 2005 |
| ---- | ---- | ---- | ---- | ---- | ---- | ---- | ---- | ---- | ---- |
| 521  | 862  | 1034 | 1086 | 1441 | 1257 | 1354 | 1559 | 2438 | 3488 |

## Политика
Местный совет в Трирвайлере состоит из 20 человек, избранных в пропорционально представляемой территорией составе на состоявшихся 7 июня 2009 года муниципальных выборах, а также мэра в качестве почётного члена и председателя совета.
На выборах в совет места распределились следующим образом:
|      | СДПГ | ХДС | Зелёные | FWG | свободно баллотировавшиеся | Итого   |
| 2009 | 3    | 7   | 2       | 5   | 3                          | 20 мест |
| 2004 | 4    | 7   | 2       | 5   | 2                          | 20 мест |
| 1999 | 5    | 9   | 2       | 4   | -                          | 20 мест |

## Экономика
На шоссе Bundesstraße 51 расположена промышленная зона Trierweiler-Sirzenich.

## Известные личности
- Reinhold Wirtz[нем.] (1842—1898) — немецкий архитектор, участвовал в возведении построек епархии Трира и по его чертежам в 1893—1894 годах построена католическая приходская церковь имени св. Дионисия.[6]